# Anna Baier

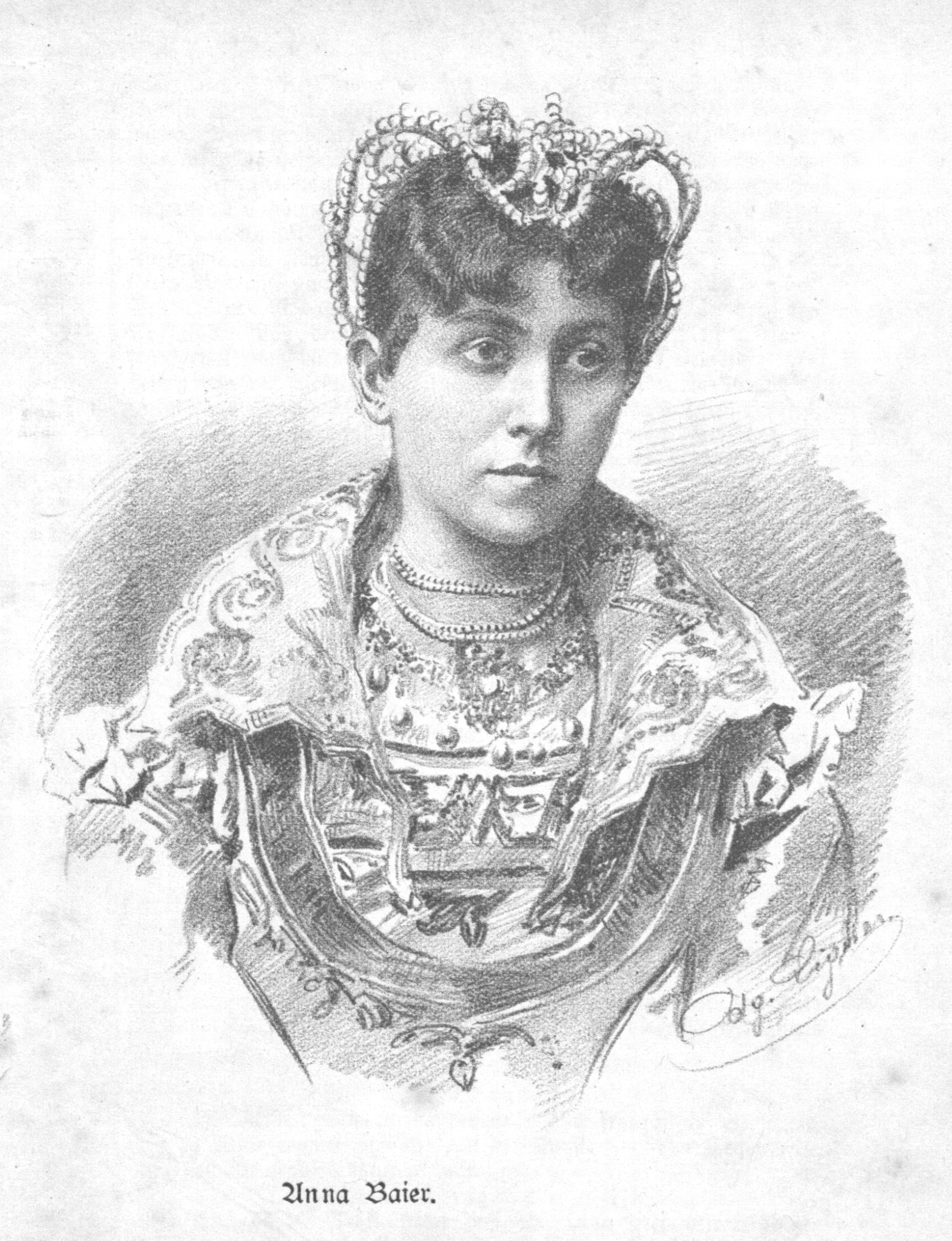
Anna Baier im Jahre 1885

Anna Baier (28. April 1858 in Wien – 4. Juni 1935 ebenda) war eine österreichische Opernsängerin (Sopran).

## Leben
Anna Baier erhielt ihre Ausbildung am Wiener Konservatorium und war Schülerin der Mathilde Marchesi und Marie Louise Dustmann-Meyer. Im Jahre 1880 debütierte sie als „Page“ in „Die Hugenotten“ am Hoftheater Dresden, und nachdem sie nach einjähriger Tätigkeit daselbst 1882 in Brünn und 1883 in Prag engagiert gewesen war, trat sie 1884 in den Verband des Wiener Hofoperntheaters (Antrittrolle „Isabella“ in „Robert der Teufel“). Sie gehörte bis 1899 diesem Kunstinstitut an.
Ihr Lebensweg nach 1899 ist unbekannt, sie verstarb 1935 in Wien.
Sie war die Schwester der Opernsängerin Ida Baier, ihr Schwager war Ignaz Liebhardt.